# Monte Tinfresto
El monte Tinfresto o Timfristós (en griego: Τυμφρηστός) es una montaña de Grecia perteneciente a la cordillera del Pindo, cuya cima se halla a 2.315 metros sobre el nivel del mar. Esta montaña está situada en la zona central del país, entre las unidades periféricas de Euritania y Ftiótide.
Por el lado este es cruzada por el río Esperqueo y por el lado oeste por el Megdova.
La montaña da nombre al municipio homónimo Timfristós.